# Зайончкі (Остшешовський повіт)
Зайончкі (пол. Zajączki, нім. Zajontschki) — село в Польщі, у гміні Остшешув Остшешовського повіту Великопольського воєводства.
Населення — 295 осіб (2011).
У 1975-1998 роках село належало до Каліського воєводства.

## Демографія
Демографічна структура станом на 31 березня 2011 року:
|          | Загалом | Допрацездатний вік | Працездатний вік | Постпрацездатний вік |
| -------- | ------- | ------------------ | ---------------- | -------------------- |
| Чоловіки | 144     | 30                 | 100              | 14                   |
| Жінки    | 151     | 25                 | 91               | 35                   |
| Разом    | 295     | 55                 | 191              | 49                   |